# 27610 Shixuanli
27610 Shixuanli è un asteroide della fascia principale. Scoperto nel 2001, presenta un'orbita caratterizzata da un semiasse maggiore pari a 2,5247185 UA e da un'eccentricità di 0,0558488, inclinata di 3,58467° rispetto all'eclittica.